# Will Champion
William "Will" Champion ( Southampton, 1978. július 31. –) hétszeres Grammy-díj as zenész,a Coldplay nevű angol rockegyüttes dobosa.

## Ifjúkora
Will a Hampshire-beli Southamptonban született Angliában. Southampton külvárosában, Chandlers Ford-ban nőtt fel. Apja, Timothy Champion régészprofesszor. Fiatalkorában Tom Waits zenéje és a hagyományos ír népzene hatott rá. Gyerekkora óta játszik gitáron, de tud zongorázni, basszusgitározni és fém furulyán is játszani. A Fat Hamster nevű együttesben játszott, mielőtt a Coldplay-hez csatlakozott.

## Coldplay
Will Champion 1997. július 31-én lépett be a Coldplay-be, az együttes tagjai közül utolsóként. Minden korábbi tapasztalat nélkül állt be dobosnak, ennek ellenére gyorsan beletanult.
A Viva la Vida turné koncertjein Champion énekelte el a "Death Will Never Conquer" című dal akusztikus változatát. A dalról felvétel készült, és felkerült az együttes ingyenes korncertalbumára, a LeftRightLeftRightLeft-re. Ezen kívül énekelte még a "'Til Kingdom Come" koncertváltozatát, és a Life in Technicolor ii című kislemez bakelitváltozatán található  "The Goldrush" című számot Chris Martinnal együtt adta elő.
Chris Martin bevallotta, hogy vodkaivással szokta magát büntetni, és legelőször ezt akkor tette meg, amikor az együttes fennállásának elején kirúgta Will-t a Coldplay-ből.

## Egyéb munkásságai
2004 augusztusában Will Champion a Coldplay basszusgitárosával, Guy Berryman-nel együtt vendégszerepeltek az a-ha billentyűsének, Magne Furuholmen-nek első szóló albumán, a Past Perfect Future Tense-en.

## Magánélete
Champion volt az első Coldplay-tag, aki családot alapított: 2003-ban feleségül vette Marianne Dark-ot. Marianne egy tanárnő. Kislányuk, Ava, 2006. április 28-án született. 2008. május 7-én Marianne életet adott egy kétpetéjű ikerpárnak, Junonak és Rexnek.

## Felszerelés
Champion jelenleg Yamaha dobfelszerelést és Zildjian cintányért használ.

## Fordítás
- Ez a szócikk részben vagy egészben  a   Will Champion című angol Wikipédia-szócikk fordításán alapul.  Az eredeti cikk szerkesztőit annak laptörténete sorolja fel. Ez a jelzés csupán a megfogalmazás eredetét és a szerzői jogokat jelzi, nem szolgál a cikkben szereplő információk forrásmegjelöléseként.